# Sidi Boushaki
Pour les articles homonymes, voir Boushaki.
Sidi Boushaki Az-Zawawi (arabe : سيدي بوسحاقي الزواوي), de son vrai nom Abou Ishaq Ibrahim Ben Faïd az-Zawawi, de la tribu kabyle des Aïth Aïcha, né en 1394 dans le village Soumâa situé au sud de l'actuelle ville de Thénia en Kabylie, et mort en en 1453 dans son village natal à l'est d'Alger, est un soufi, juriste, grammairien, exégète et théologien musulman algérien. Saint patron de la ville de Thénia et de la région du Col des Béni Aïcha,,,,,.

## Biographie
Il commença ses études au village de Thala Oufella (Soumâa) à Thénia en 1398 EC, avant de rejoindre Béjaïa en 1404 EC, très jeune, pour poursuivre ses études. Il y étudie le Coran et le fiqh Malékite en tant qu'élève auprès d'Ali Menguelleti, théologien reconnu de Kabylie,,,.
Béjaïa était alors au début du XVe siècle un centre religieux et un lieu d'influence du soufisme. Il fit sa destination en 1415 à Tunis, où il approfondit sa connaissance du Madhhab Maliki,,,.
Là, il étudia le tafsir du Coran chez le juge Abou Abdallah Al Kalchani, et il reçut le fiqh Maliki de Yaakub Ez-Zaghbi. Il fut l'élève d'Abdelwahed Al Fariani dans les fondements (Usūl al-Dīn) de l'Islam,.
Il revient en 1420 dans les montagnes de Béjaïa où il approfondit sa langue arabe chez Abd El Aali Ibn Ferradj. Il se rend à Constantine en 1423 où il réside pendant de nombreuses années, et il reçoit l'enseignement de la foi musulmane (ʿAqîda) et de la logique chez « Abou Zeid Abderrahmane », surnommé « El Bez »,,,.
Il étudia la prose, le vers, la poésie arabe, la métrique arabe, la rhétorique et le fiqh, ainsi que la majorité des sciences arabes et des études islamiques de l'époque du XVe siècle chez Ibn Marzuq El Hafid (1365 - 1439), l'érudit du Maghreb et de Tlemcen qui s'était rendu à Constantine pour prêcher son savoir, à ne pas confondre avec son père Ibn Marzouk al-Khatib (1310 - 1379). Il rejoignit La Mecque pour le pèlerinage (Hadj) et les études, puis s'installa à Damas où il suivit les enseignements de l'Imam Ibn al-Jazari dans les Sciences coraniques,,,.
Il mourut en 1453 et fut enterré dans les montagnes Thenia dans un mausolée près de sa Zaouïa de Sidi Boushaki dans sa tribu kabyle natale des Zouaoua,.

## Zaouïa
De retour en Kabylie durant les dernières années de sa vie, Sidi Boushaki fonde alors une zaouïa dans laquelle il instruit ses disciples (murīds) selon la confrérie soufie de Qadiriyya et du soufisme sunnite.
Cette zaouïa fut un lieu de rayonnement intellectuel et spirituel dans toute la basse Kabylie par ses enseignements et ses rites d'initiation dispensés dans cette région entourée de l'Oued Isser et de l'Oued Meraldene face à la mer Méditerranée.
L'ordre soufi de la Qadiriyya ne fut guère suivi dans cette zaouïa pendant trois siècles jusqu'à ce que la tariqa Rahmaniyya prenne le relais dans la région de l'Algérois et en Kabylie comme modèle de parcours ascétique,.

## Œuvre
Parmi les nombreux écrits qu'on lui attribue, citons :
- Interprétation d'Al-Zawawi (arabe : تفسير الزواوي)[31],[32].
- Chef-d'œuvre du passionné dans l'explication du résumé de Khalil (arabe : تحفة المشتاق في شرح مختصر خليل)[33].
- Facilitation la cueillette des fleurs du jardin de Khalil (arabe : تسهيل السبيل لمقتطف أزهار روض خليل)[34].
- Débordement du Nil dans l'explication de Khalil (arabe : فيض النيل)[35].
- Poème de Sidi Boushaki (arabe : نظم قواعد الإعراب لابن هشام)[36].
- Résumé du Résumé (arabe : تلخيص التلخيص)[37].
- Exégèse de la Al-Alfiyya d'Ibn Malik (arabe : شرح ألفية ابن مالك)[38].